# B is for Bob
B Is For Bob – pośmiertnie wydana płyta zawierająca najbardziej cenione utwory Boba Marleya. Płyta ta w pełni została przygotowana i opracowana przez syna Marleya – Ziggiego Marleya, który jest także producentem wykonawczym albumu.
Na płycie znajdują się zarówno utwory nieco zmienione jak i te klasyczne, w które nie wprowadzono żadnych zmian.
CD zostało poszerzone o różnego rodzaju dodatki takie jak na przykład: teledyski, sing-a-long.
Płyta jest w specjalnym opakowaniu nadającym się do recyclingu. Opakowanie to biodegradowalny Eko-Pak.

## Lista utworów[5]
| Nr  | Tytuł utworu                | Długość |
| --- | --------------------------- | ------- |
| 1.  | „Three Little Birds”        | 3:21    |
| 2.  | „Redemption Song”           | 3:40    |
| 3.  | „Wake Up And Live Part 1”   | 4:26    |
| 4.  | „Bend Down Low”             | 3:34    |
| 5.  | „Lively Up Yourself”        | 5:12    |
| 6.  | „Jamming”                   | 4:27    |
| 7.  | „Small Axe”                 | 4:23    |
| 8.  | „One Love People Get Ready” | 2:55    |
| 9.  | „Satisfy My Soul”           | 4:31    |
| 10. | „Could You Be Loved”        | 3:50    |
| 11. | „Stir It Up”                | 2:56    |
| 12. | „High Tide Or Low Tide”     | 4:42    |
|     |                             | 47:57   |